# 팔도사위
팔도사위는 한국에서 제작된 김화랑 감독의 1969년 영화이다. 박노식 등이 주연으로 출연하였고 이지룡 등이 제작에 참여하였다.

## 출연

### 주연
- 박노식
- 한은진
- 최남현

## 제작진
- 조명: 오영근
- 미술: 이문현